# بریل بینبریج
بریل مارگرت بینبریج (به انگلیسی: Dame Beryl Margaret Bainbridge) (زادهٔ ۲۱ نوامبر ۱۹۳۲ و درگذشتهٔ ۲ ژوئیه ۲۰۱۰)نویسندهٔ انگلیسی برندهٔ کتاب سال انگلیس و نامزد جایزهٔ بوکر بود.
بینبریج به خاطر نوشتن رمان‌هایی با مضمون روان شناختی شناخته می‌شود. مجله «تایمز» او را جزو ۵۰ نویسندهٔ بزرگ بریتانیا به‌شمار آورده‌است.
«جواهر ملت انگلیس» و «بانوی نویسنده» دو لقب و نشانی است که مردم بریتانیا، منتقدان، روزنامه نگاران و ملکهٔ انگلستان به او داده‌اند. بینبریج تنها نویسنده ای است که پنج بار به مرحلهٔ نهایی جایزهٔ بوکر راه یافته، هرچند هرگز موفق نشد آن را از آن خود کند؛ سال ۲۰۱۰ نیز به پاس همین حضور پیوسته در نامزدی نهایی جایزهٔ بوکر، از سوی آکادمی بوکر تقدیر شد و جایزه ای ویژه به او تعلق گرفت. بینبریج در سال ۲۰۰۹ نیز نامزد دریافت جایزهٔ نوبل شده بود.